# Penthophonus
Penthophonus es un  género de coleópteros adéfagos perteneciente a la familia Carabidae.

## Especies
Comprende las siguientes especies:
- Penthophonus astutus Tschitscherine, 1903
- Penthophonus glasunovi (Tschitscherine, 1898)
- Penthophonus peyroni (Brulerie, 1873)
- Penthophonus solitarius (Peyron, 1858)
- Penthophonus taygetanus Pic, 1911